# چارلز لگیت فورتسکیو
چارلز لگیت فورتسکیو (به انگلیسی: Charles Legeyt Fortescue) (۱۸۷۶–۱۹۳۶ میلادی) مهندس برق زادهٔ یورک فکتوری (مانیتوبا امروزی) در کانادا است که در آن رودخانه هایز وارد خلیج هادسون می‌شود. او پسر یکی از کارگران شرکت تجارت خز خلیج هادسون و یکی از اولین فارغ‌التحصیلان رشتهٔ مهندسی برق دانشگاه کویینز در سال ۱۸۹۸ میلادی بود.
او بلافاصله پس از فارغ‌التحصیلی به شرکت وستینگهاوس در شرق پیتزبورگ، پنسیلوانیا، پیوست و در آنجا دوره حرفه‌ای کامل خود را گذراند. در سال ۱۹۰۱ به گروه مهندسی ترانس پیوست و روی بسیاری از مسائلی که در مواجهه با ولتاژ بالا پیش می‌آمد کار کرد. در سال ۱۹۱۳ مقاله‌ای با عنوان «کاربرد یک قضیهٔ الکترواستاتیک در مسائل عایق» را منتشر کرد. همچنین در همان سال او یکی از نویسندگان مقاله ای در اندازه‌گیری ولتاژ بالا با استفاده از تخلیه الکتریکی بین دو کره رسانا بود که روشی است که هنوز در آزمایشگاه‌های فشار قوی استفاده می‌شود.
مبحث مولفه‌های متقارن از سال ۱۹۱۸ با مقاله فورتسکیو(C.L.Fortescue) در کنفرانس مؤسسه مهندسان برق آمریکا وارد محاسبات مهندسان برق شد. او ثابت کرد یک سیستم n فاز نامتعادل را می‌توان با استفاده از n سیستم n فاز متعادل یا مولفه‌های متقارن سیستم اصلی معادل آن بررسی کرد.
او در سال ۱۹۳۲ جایزهٔ الیوت کرسون مؤسسه فرانکلین را به پاس خدماتش در حوزهٔ مهندسی برق دریافت کرد.
کمک هزینهٔ تحصیلی که مؤسسه مهندسان برق و الکترونیک هر سال با نام او می‌دهد یادآور سهم او در مهندسی برق است.

## اختراعات
فورتسکیو در دورهٔ کاری خود ۱۸۵ اختراع در زمینه‌های طراحی ترانس، عایق و مدارات قدرت جریان متناوب و جریان مستقیم به ثبت رساند.
- عایق بدن برای دستگاه‌های الکتریکیU.S. Patent ۱٬۱۲۹٬۵۲۰
- ترانس و سیم پیچیU.S. Patent ۱٬۱۲۹٬۴۶۴
- ترانس جریان متناوبU.S. Patent ۱٬۱۲۹٬۴۷۰
- سیستم توزیعU.S. Patent ۱٬۳۵۱٬۰۳۳[۴]